# Свети Климент Охридски (Велгощи)
Вижте пояснителната страница за други значения на Свети Климент Охридски.
„Свети Пантелеймон“, по известна като „Свети Климент“ (на македонска литературна норма: „Свети Пантелејмон“, „Свети Климент“), е възрожденска църква в охридското село Велгощи, Северна Македония, главна църква на Велгощка парохия на Охридското архиерейско наместничество на Дебърско-Кичевската епархия на Македонската православна църква – Охридска архиепископия.
Църквата е гробищен храм, разположен в северната част на селото. Изградена е в 1872 година. Частично е изписана в 1944 година от Коста Иванов от Тресонче, а останалите части в 1982 година от Мариан Ристески от Велгощи. Църквата представлява трикорабна базилика. Има полукръгла апсида. Вътрешният дял на покрива е сводест. Целият иконостас е паметник на културата.